# IPad Pro (2. Generation)
Das iPad Pro der zweiten Generation ist ein Tabletcomputer aus der iPad-Pro-Modell-Linie von Apple. Es wurde am 5. Juni 2017 der Öffentlichkeit vorgestellt und ist der erste Tabletcomputer von Apple, der neben der 12,9″-Variante (32,78 cm) auch in einer 10,5″-Variante (26,67 cm) angeboten wird. Auf dem iPad Pro läuft das mobile Betriebssystem Apple iOS. Die wesentlichen Hardware-Innovationen, mit denen das Pro im Namen unterstrichen wird, sind der Apple Pencil, der Anschluss Smart Connector für das Smart Keyboard sowie das True-Tone-Display mit bis zu 120 Hz. Das neue iPad Pro mit 10,5" Bildschirmdiagonale ersetzt das 9,7"-Modell der ersten Generation.

## Beschreibung
Es gibt drei Farbvarianten des Geräts, Silber, Gold und Space Grau. Nur die kleinere Variante gibt es zusätzlich auch in Roségold. Die Vorderseite ist komplett aus Glas, die Ränder um den zentralen 26,67-cm-Bildschirm sind beim grauen Modell schwarz, sonst weiß. Das Gehäuse besitzt an Ober- und Unterseite je zwei Lautsprecher, eine Smart-Connector-Schnittstelle für Zubehör und eine zentrale Home-Taste mit einem Fingerabdrucksensor (Touch ID). Hinzu kommt eine Frontkamera mit 7 und eine Rückkamera mit 12 Megapixeln Auflösung. Der Bildschirm löst mit 2224 × 1668 Pixeln (3,7 Megapixeln) auf. Als Hauptprozessor dient ein mit 2,38 GHz getakteter Armv8-A-Sechskern-CPU, der in einem SoC des Typs Apple A10X arbeitet. Es stehen 4 GB Arbeitsspeicher und wahlweise 64, 256 oder 512 GB Festspeicher zur Verfügung. Das iPad Pro verfügt über 2,4 und 5,0 GHz-a/b/g/n/ac-WLAN sowie Bluetooth 4.2 und kann zusätzlich mit einem Mobilfunkmodem geliefert werden, das alle gängigen Mobilfunkstandards unterstützt.
Das iPad Pro (2. Generation) unterstützt über den Lightning-Anschluss USB 3.0.
Der Nachfolger iPad Pro (3. Generation) besitzt USB-C mit USB 3.0.

### Abweichungen des 12,9”-Modells vom 10,5”-Modell
- Abmessungen: 305,7 × 220,6 × 6,9 mm
- Gewicht: 677 bzw. 692 g
- nicht erhältlich mit Gehäusefarbe Roségold
- Bildschirmdiagonale: 12,9”
- Bildschirmauflösung: 2732 x 2048 (5,5 Megapixel)
- 41-Wh-Akkumulator